# Zio Paperone e il tesoro sotto vetro
Zio Paperone e il tesoro sotto vetro (Treasure Under Glass) è una storia Disney di 20 tavole scritta e disegnata da Don Rosa. Venne pubblicata per la prima volta in Danimarca nel gennaio 1991 sul numero 2 di Anders And Ekstra. Negli Stati Uniti venne pubblicata per la prima volta nel febbraio 1992 sul numero 263 di Uncle Scrooge. In Italia venne pubblicata per la prima volta nel giugno 2001 sul numero 141 di Zio Paperone. 

## Protagonisti
- Zio Paperone
- Paperino
- Qui, Quo e Qua

## Trama
Mentre si trova in cerca di tesori sommersi nelle Florida Keys insieme ai nipoti, Paperone scopre il luogo ove è affondata la Candelaria, nave spagnola contenente la mappa di tutti i tesori affondati nelle Indie Occidentali. Entrare in possesso di tale mappa appare però impossibile perché interamente coperta di corallo e per essere ripulita dovrebbe essere portata all'asciutto. Per facilitare tale operazione, Paperino fa realizzare un'enorme cupola di vetro che posta sopra la nave farà sì che essa si trovi interamente all'asciutto per permettere così le operazioni di pulizia della mappa. Mentre Paperino, Qui, Quo e Qua si occupano della mappa e la fotografano con la loro macchina fotografica, due pirati, intuito che i paperi stanno per mettere le mani sopra qualcosa di grosso, salgono a bordo della nave di Paperone e, dopo averlo legato all'albero maestro, entrano nella cupola di vetro e rubano la macchina fotografica dei nipotini. Alla fine Paperino e i nipotini riescono a fuggire prima dell'implosione del mare nella cupola e dopo aver salvato Paperone scopriranno che i due pirati non sono fuggiti molto lontano: sono infatti finiti dentro la cupola di vetro e non riescono ad uscirvi. I pirati vengono così arrestati, le varie foto vengono sviluppate e Paperone può così lanciarsi alla ricerca dei tesori. Paperino però vuole avere una ricompensa per quanto ha fatto e Paperone gli dà un colpo alla mano con il suo bastone: egli ha infatti scoperto da una foto che il nipote lo aveva deriso facendogli una pernacchia.

## Realizzazione
Don Rosa iniziò a realizzare la storia nel 1988 mentre aspettava che la Walt Disney Company approvasse la sua storia Sua maestà de' Paperoni che la Gladstone Publishing le aveva sottoposto. Rosa non volle però completarla per la Disney Comics, Inc., la casa editrice interna allo Studio che aveva sostituito la Gladstone dopo che la Disney le aveva rescisso il contratto per la pubblicazione dei fumetti, e decise così di accantonarla in un cassetto.
Nel 1990 riprese in mano la storia e la terminò per la Egmont. Come al solito Don Rosa si documentò molto per realizzare la storia ed ogni fatto storico riportato è realmente accaduto.

## Sequel
Nel 1991 Don Rosa realizzò un seguito della storia intitolato Zio Paperone - L'ultimo signore dell'Eldorado.